# Hippokrates
För andra betydelser, se Hippokrates (olika betydelser).
Hippokrates (grekiska Ἱπποκράτης Hippokrátēs), född på Kos cirka 460 f.Kr., död 370 f.Kr., var en grekisk läkare. Han är en av de mest framträdande personerna i medicinens historia. Han kallas "läkekonstens fader" för sina bestående bidrag som grundare av den hippokratiska medicinska skolan som revolutionerade läkekonsten i Antikens Grekland. Som en disciplin distinkt från andra lärdomsgrenar (i synnerhet teurgi och filosofi) blev därmed läkekonsten ett yrke. Hippokrates följeslagares arbete och texterna i Corpus Hippocraticum, en samling av omkring sjuttio medicinska verk, sammanblandas ofta med det lilla som är känt om vad Hippokrates själv tänkte, skrev och gjorde. Ändå framställs han vanligen som sinnebilden för den antike läkaren och ges äran av att ha avancerat systematiska studier av medicin; för att ha förenat tidigare medicinska skolors kunskap och för att med den hippokratiska eden och andra verk ha föreskrivit arbetsformer för läkare.

## Biografi

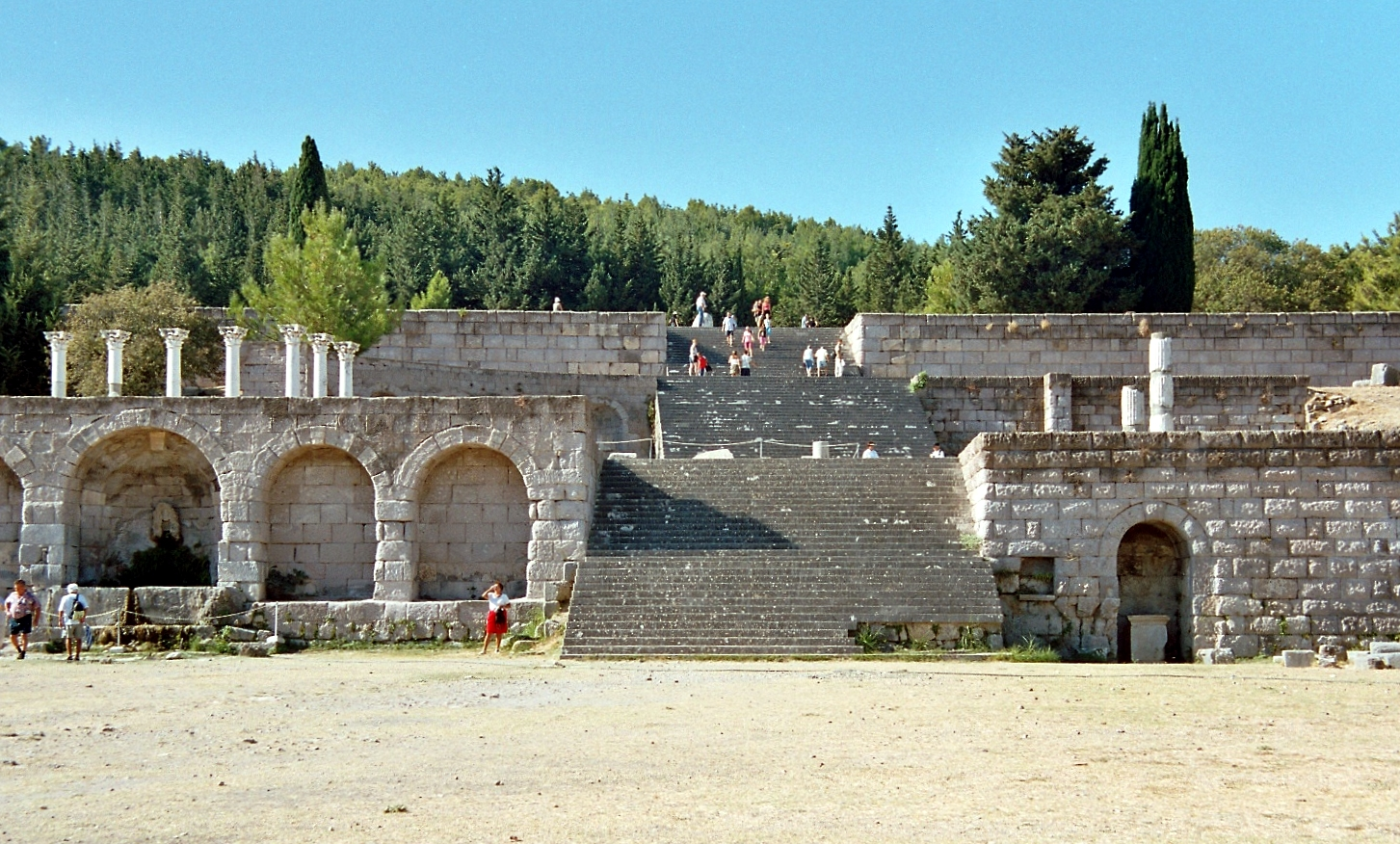
Asklepieion på Kos.

Historikerna godtar att Hippokrates föddes omkring år 460 f.Kr. på den grekiska ön Kos där han blev en berömd läkare och lärare i medicin. All annan biografisk information anses apokryfisk och förmodligen falsk. Soranos från Efesos (en grekisk läkare och obstetriker under 100-talet e.Kr.) var Hippokrates första levnadstecknare; från hans verk kommer det mesta vi vet om Hippokrates men informations finns även i Aristoteles skrifter från 300-talet f.Kr.; i Suda från 900-talet e.Kr. och i Johannes Tzetzes skrifter från 1100-talet e.Kr. Soranos hävdade att Hippokrates far var läkaren Herakleides och att hans mor var Praxitela, dotter till Fenaretis. Hippokrates två söner, Thessalos och Drakon svärsonen Polybos var hans elever. Enligt Galenos, en senare läkare, var Polybos Hippokrates sanna efterträdare, medan Thessalos och Drakon vardera hade en son vid namn Hippokrates.
Soranos uppger att Hippokrates lärde sig medicin av sin far och farfar och att han även studerade andra ämnen, för Demokritos och Gorgias. Lärdomssätet var troligen Asklipieíon på Kos, där han även fick lektioner av den thrakiske läkaren Herodikos av Selymbria. Det enda samtida omnämnandet av Hippokrates finns i dialogen Protagoras av Platon, där han skriver "Hippokrates från Kos, asklepiaden". Hippokrates undervisade och utövade medicin under hela sitt liv och färdades så långt som till Thessalien, Thrakien och Marmarasjön. Han dog troligen i Larissa vid 83 eller 90 års ålder, men vissa versioner säger att han blev en bra bit över 100. Det finns flera olika versioner av hur han dog.

## Hippokratisk teori

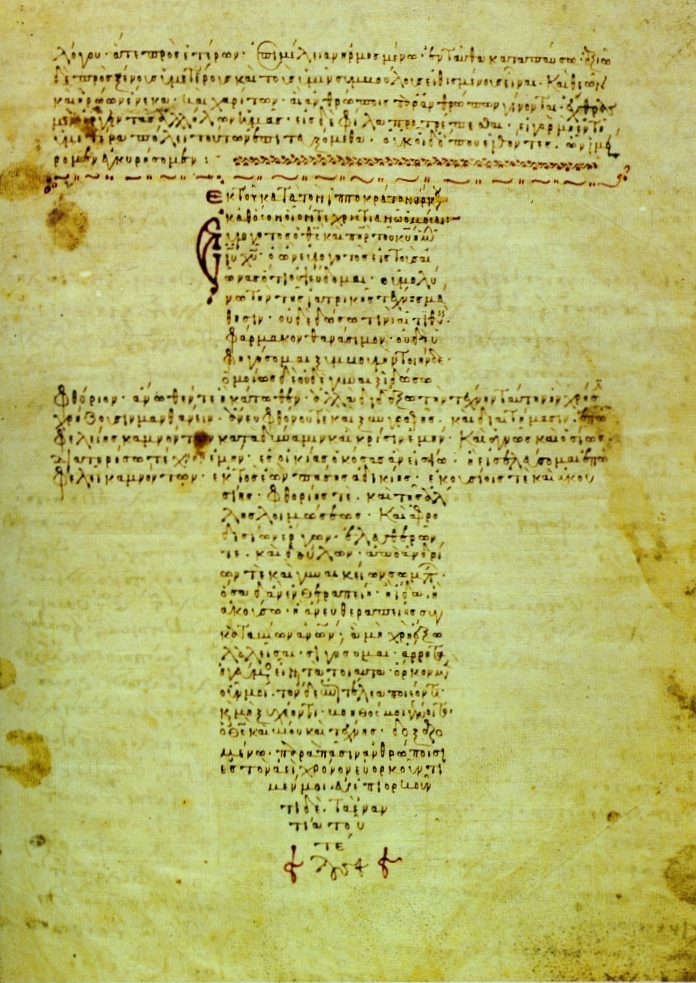
Bysantinsk handskrift med den hippokratiska eden i form av ett kors.

Hippokrates var den första läkaren som avfärdade vidskepelser och idéer om att övernaturliga eller gudomliga krafter orsakar sjukdomar. Pythagoras lärjungar menar att det var han som först sammankopplade filosofi med medicin. Han skilde medicinvetenskapen från religion och hävdade att sjukdom inte är gudarnas straff, utan snarare en följd av miljömässiga faktorer, mathållning och levnadsvanor. Corpus Hippocraticum omnämner inte en enda 'mystisk' sjukdom. Hans övertygelser grundades dock till stor del på vad som nu är känt som inkorrekt anatomi och fysiologi, såsom humoralpatologi. Hippokrates ansåg att epilepsi, som kallades morbus sacer d.v.s. den heliga sjukdomen, inte var mer helig än andra sjukdomar.
Antikens medicinskolor var inte eniga om hur sjukdomar bäst behandlades. Den knidiska skolan fokuserade på diagnos, men lutade sig mot många felaktiga antaganden om människokroppen. Det fanns närapå ingen kunskap om mänsklig anatomi och fysiologi, på grund av ett tabu mot att dissekera människor. Den knidiska skolan kunde därför inte urskilja när en sjukdom orsakade flera symptom. Den hippokratiska (Kos-) skolans huvudsakliga inriktning var vård och prognos. Med allmänna diagnoser och passiva behandlingar kunde sjukdomar behandlas effektivt och den kliniska praktiken utvecklas. Nuförtiden fokuserar läkare på specifika diagnoser och specialiserade behandlingar, som förespråkades av den knidiska skolan. Denna förändring i medicinskt tänkande sedan Hippokrates tid har kritiserats genom de senaste två årtusendena, där passiviteten i hippokratisk behandling särskilt har fördömts. Exempelvis kallade den franske läkaren Houdart den hippokratiska behandlingen en "meditation över döden".

### Humoralpatologi och kris
Den hippokratiska skolan hävdade att all sjukdom var en följd av en obalans i kroppen mellan de fyra kroppsvätskorna, som var naturligt jämlikt fördelade när människan är frisk. När de fyra kroppsvätskorna, blod, svart galla, gul galla och slem, inte var i balans (dyskrasi, "dålig blandning") blev en person sjuk och förblev sjuk tills balansen på något sätt återställdes. Hippokratisk terapi försökte återställa denna balans. Exempelvis ansågs det välgörande att använda citrus när det fanns för mycket slem.
Ett annat viktigt begrepp i hippokratisk medicin var kris, en punkt i sjukdomsförloppet då antingen sjukdomen var nära seger och patienten snart skulle avlida, eller motsatsen där naturliga processer gjorde att patienten kunde återhämta sig. Återfall kunde inträffa och leda till en ny avgörande kris. Enligt denna lära tenderar kriser att inträffa på kritiska dagar, som antogs vara en bestämd tidpunkt efter att patienten ådragit sig sjukdomen. Om en kris skedde på en dag som låg långt ifrån en kritisk dag kunde ett återfall väntas. Galenos trodde att denna idé härrörde från Hippokrates, men det är möjligt att den var äldre än så.

## Hippokratisk behandling

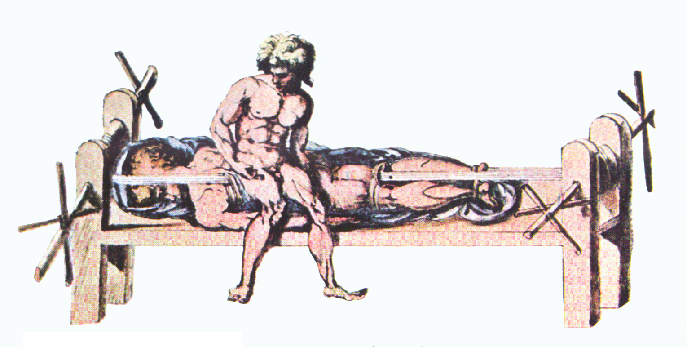
En målning av en hippokratisk bänk från en bysantinsk utgåva av Galenos verk på 100-talet e.Kr.

Hippokratisk medicin var ödmjuk och passiv. Den terapeutiska inriktningen grundades på "naturens läkande kraft" (vis medicatrix naturae på latin). Enligt denna lära kan kroppen med egen kraft återställa balansen mellan de fyra kroppsvätskorna och självläka (physis). Behandlingen skulle enbart underlätta detta naturliga förlopp. Vila och orörlighet var av största betydelse. I allmänhet var hippokratisk medicin mycket vänlig mot patienten. Behandlingen var mild betonade vikten av att hålla patienten ren och steril. Exempelvis användes bara rent vatten eller vin på sår, även om "torr" behandling föredrogs. Ibland användes lindrande salvor. Hippokrates var tveksam till att sätta in läkemedel och specialiserad behandling som kunde visa sig vara felvald.  Kraftfulla läkemedel användes dock vid vissa tillfällen. Denna passiva behandling var effektiv mot enkla åkommor, såsom brutna ben som krävde traktion för att sträcka skelettet och lätta trycket mot det skadade området. Den hippokratiska bänken och andra hjälpmedel användes för detta ändamål. En av den hippokratiska läkekonstens styrkor var dess betoning på prognos. Vid Hippokrates tid var medicinsk behandling ganska outvecklad och ofta var det bästa som läkarna kunde göra att utvärdera en sjukdom och uträkna dess troliga förlopp grundat på uppgifter som samlats in i detaljerade fallhistorier.
Hippokrates använde sig även av massage och olika rörelseövningar.

## Professionalism
Hippokratisk medicin utmärktes av sin strikta professionalism, disciplin och rigorösa praxis. Det hippokratiska verket Om läkaren rekommenderar att läkaren alltid ska vara välordnad, ärlig, lugn, förstående och seriös. Den hippokratiska läkaren fäste noggrann uppmärksamhet på alla aspekter av sin utövning: han följde detaljerade föreskrifter för "ljus, personal, instrument, patientens läge och bandage- och förbandtekniker" i den antika operationssalen. Han höll till och med sina fingernaglar vid en viss längd.
Den hippokratiska skolan fäste vikt vid de kliniska doktrinerna observation och dokumentation. Dessa doktriner bestämmer att läkare dokumenterar sina upptäckter och sina medicinska metoder på ett mycket tydligt och objektivt sätt, så att dessa anteckningar kan föras vidare och användas av andra läkare. Hippokrates gjorde noggranna, regelbundna noteringar om många symptom, däribland hudfärg, puls, feber, smärtor, rörelser och utsöndringar. Han sägs ha mätt patientens puls när han tog en fallhistoria för att se efter om patienten ljög. Hippokrates utökade kliniska observationer till familjehistoria och omgivning. Det har sagts att medicinen har honom att tacka för konsten att kliniskt inspektera och observera. Av denna anledning har det sagts vara mer lämpligt att benämna honom "Den kliniska läkekonstens fader".

## Direkta bidrag till läkekonsten
Hippokrates och hans efterföljare var först med att beskriva många sjukdomar och medicinska tillstånd. Han ges äran av att först beskriva trumpinnefingrar, ett viktigt diagnostiskt tecken i kronisk varbildande lungsjukdom, lungcancer och cyanotiskt hjärtfel. Av denna anledning har trumpinnefingrar också kallats digiti hippocratici (latin "hippokratiska fingrar"). Hippokrates var också den förste läkaren som beskrev "hippokratiskt ansikte" (latin facies hippocratica), den förändring i ansiktet som orsakas av död, långvarig sjukdom, svält eller liknande, i Prognosis. Shakespeare alluderar på denna beskrivning när han skriver om Falstaffs död i akt II, scen iii. av Henrik V.
Hippokrates började kategorisera sjukdomar som akuta, kroniska, endemiska och epidemiska, och använda begrepp som "exacerbation, recidiv, resolution, kris, paroxysm, topp och konvalescens." Ett annat av Hippokrates främsta bidrag kan hittas i hans beskrivningar av symptomatologin, fysiska upptäckter, kirurgisk behandling och prognos av thoraxempyem, det vill säga varbildning i brösthålan. Hans beskrivningar är fortfarande relevanta för nutida studenter i pneumologi och kirurgi. Hippokrates var den förste dokumenterade thoraxkirurgen och hans resultat har fortfarande giltighet.

## Corpus Hippocraticum

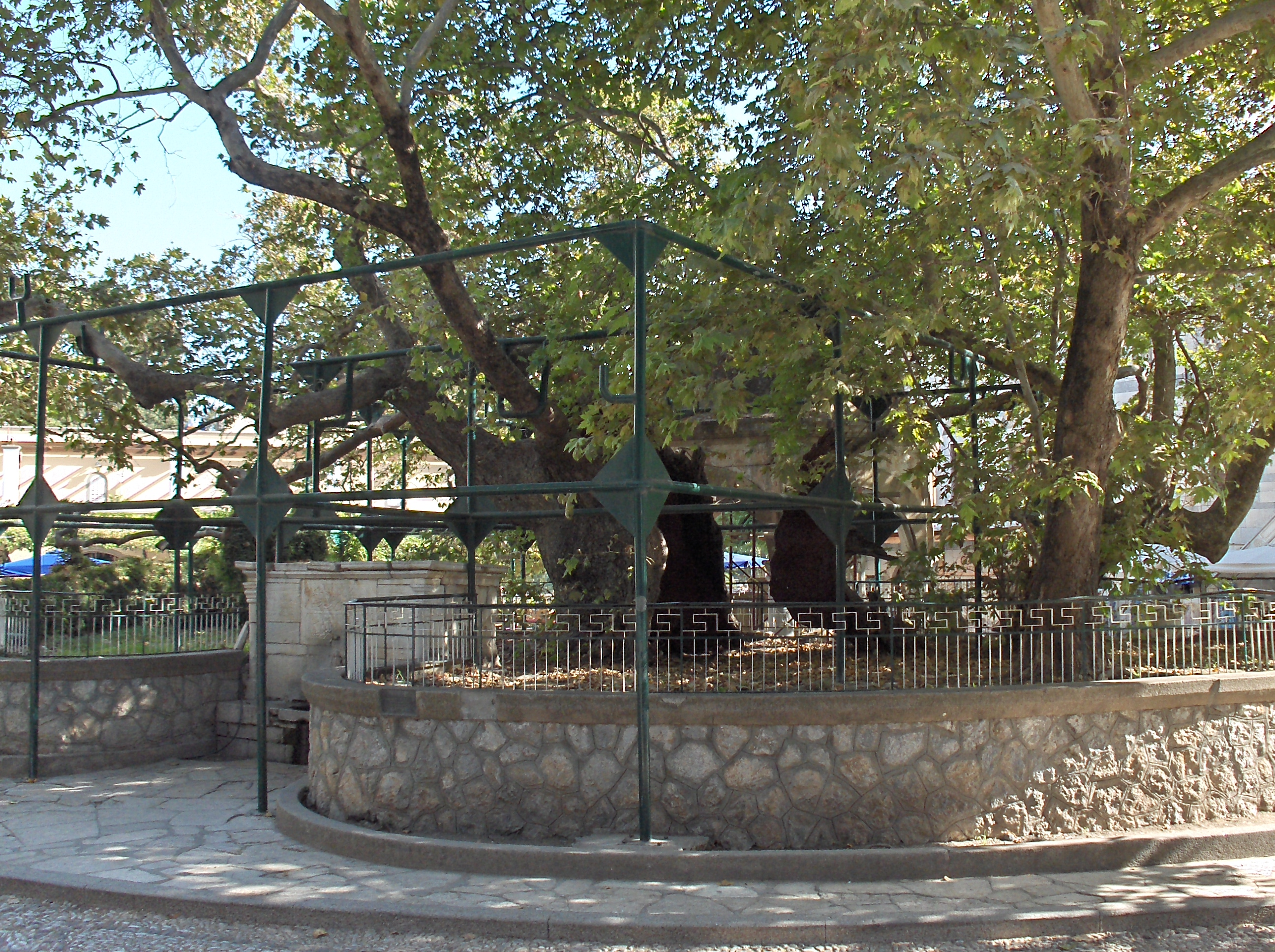
Hippokrates träd på Kos, under vilket han sägs ha arbetat.

De hippokratiska texterna (latin: Corpus Hippocraticum) är en samling av omkring sjuttio tidiga medicinska verk från Antikens Grekland som är skrivna på jonisk grekiska. Frågan om Hippokrates själv är författare till texterna har inte besvarats slutgiltigt, men skrifterna framställdes troligen av hans lärjungar och efterföljare. På grund av variationen i ämnen, skriftlig stil och synbart tillkomstdatum tror forskare att Corpus Hippocraticum inte kan ha skrivits av en enda person (Ermerins beräknar antalet författare till nitton). Under antiken tillskrevs texterna Hippokrates, och dess läror följde i allmänhet hans principer. Därför kom textsamlingen att bli känd under hans namn. Det kan vara lämningarna av ett bibliotek på Kos, eller en samling som upprättades på 200-talet f.Kr. i Alexandria. Corpus Hippocraticum innehåller läroböcker, föreläsningar, forskning, noter och filosofiska essäer om olika ämnen inom medicin, utan särskild ordning. Dessa verk skrevs för olika målgrupper, både specialister och lekmän, och skrevs ibland från motsatta synvinklar. Betydande motsägelser kan hittas mellan olika verk inom Corpus Hippocraticum. Några särskilt nämnvärda verk i samlingen är Hippokratiska eden, Aforismer, Om den heliga sjukdomen med flera.

### Hippokratiska eden
Den Hippokratiska eden är ett banbrytande dokument om medicinsk etik som i antiken tillskrevs Hippokrates. Detta är troligen det mest kända verket inom Corpus Hippocraticum.  Eden används idag sällan i sin ursprungliga form men tjänar som grundval för andra liknande eder och lagar som definierar god medicinsk praktik och moral. Sådana avledda eder tas regelbundet idag av utexaminerade medicinstudenter som står i begrepp att börja arbeta som läkare.

## Eftermäle

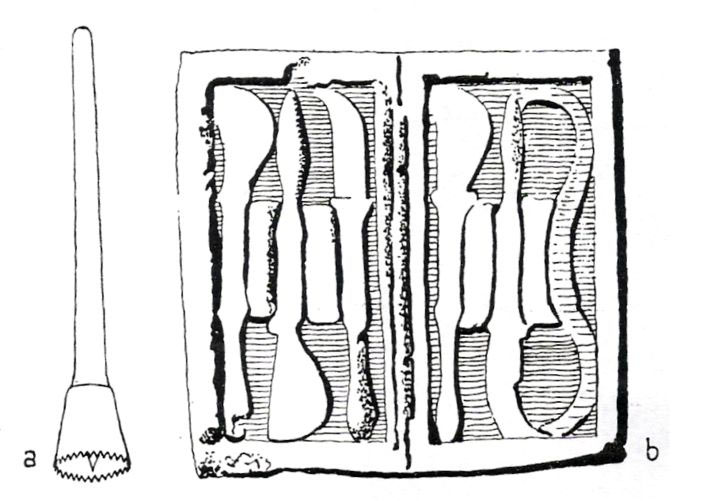
Ett antal antika grekiska kirurgiska verktyg. Till vänster är en trepan, till höger en uppsättning skalpeller. Dessa verktyg användes i stor utsträckning i hippokratisk medicin.

Hippokrates betraktas i stor utsträckning som "läkekonstens fader". Hans bidrag revolutionerade utövandet av läkekonsten, men efter hans död avstannade framskridandet. Så ärad var Hippokrates att hans läror i stor utsträckning ansågs som för storartade för att kunna förbättras och inga betydande förfiningar av hans metoder gjordes under en lång tid. Århundradena efter Hippokrates död utmärktes lika mycket av tillbakagående som av vidare framsteg. Ett exempel är att "efter den hippokratiska perioden dog praxis att ta kliniska fallhistorier ut..." enligt Fielding Garrison.
Den nästa betydande läkaren efter Hippokrates var Galenos, en grek som levde från 129 till 200 e.Kr. Galenos fortsatte den hippokratiska medicinen och rörde sig både framåt och bakåt. Under medeltiden anammade perserna och araberna hippokratiska metoder. Efter renässansen återupplivades hippokratiska metoder i Europa och utbredde sig ytterligare under 1800-talet. Några nämnvärda personer som använde sig av Hippokrates rigorösa kliniska tekniker var Sydenham, Heberden, Charcot och Osler. Den franske läkaren Henri Huchard sade att dessa återupplivningar utgör "invärtesmedicinens hela historia".
Nedslagskratern Hippocrates på månen och asteroiden 14367 Hippokrates är uppkallade efter honom.

### Avbildningar
Enligt Aristoteles var Hippokrates känd som "den store Hippokrates". Han avbildades först som en "snäll, värdig, gammal lantläkare" och senare som "sträng och förbjudande". Han anses säkerligen som vis, av mycket framstående intellekt och utpräglat praktisk.  Bilden av en vis gammal doktor stärks av byster med stort skägg på ett rynkigt ansikte. Många läkare på hans tid hade frisyrer i Zeus och Asklepios stil. De byster av Hippokrates som har bevarats kan vara ändrade versioner av porträtt av dessa gudomligheter. Hippokrates och de uppfattningar som han förkroppsligade anses som ideal inom läkekonsten. En krater på månen har fått sitt namn efter Hippokrates.

### Legender
Vissa historier om Hippokrates kan inte beläggas historiskt och är troligtvis legender eftersom liknande eller identiska historier berättas om andra, såsom Avicenna och Sokrates. Redan under sin livstid var Hippokrates vitt omtalad och historier om mirakulösa botanden uppkom. Exempelvis antogs Hippokrates ha medverkat till att bota atenare under pesten i Aten genom att tända stora eldar som "desinfektionsmedel" och utföra andra behandlingar. Det finns en berättelse om att Hippokrates botade Perdikkas II av Makedonien från "kärlekssjuka". (Ingen av dessa händelser har bekräftats av historiker.) Till och med honungen från bin som bodde på hans grav troddes ha läkande kraft. Hippokrates uppges ha avböjt att besöka den persiske kungen Artaxerxes II. Historiens giltighet godtas av antika källor men förnekas av vissa moderna. En annan berättelse säger att Demokritos var galen eftersom han skrattade åt allting. Hippokrates kom fram till att Demokritos bara hade en lycklig personlighet. Sedan dess har Demokritos kallats "den skrattande filosofen". Inte alla historier skildrar Hippokrates positivt. Han sägs ha flytt efter att ha tänt eld på ett läkedomstempel i Grekland; det på Knidos enligt historiens källa Soranos av Efesos. Århundraden senare skrev den bysantinske grammatikern Johannes Tzetzes att Hippokrates brände ned sitt eget Tempel på Kos, och spekulerade om att han gjorde det för att behålla ett monopol på medicinsk kunskap. Berättelsen strider mot de traditionella uppskattningarna av Hippokrates personlighet. Andra legender berättar om att han återuppväckte en släkting till Augustus från de döda. Detta skulle ha skett på grund av att det hade rests en staty över Hippokrates och inrättats en professur till hans ära i Rom.

## Härstamning

Magni Hippocratis medicorum omnium facile principis, opera omnia quae extant, 1657

Enligt legenden kan Hippokrates anfäder spåras direkt till Asklepios och härstamningen på mödernet till Herakles. Enligt Tzetzes Chiliades är Hippokrates II:s stamtavla:
1. Hippokrates II. "Läkekonstens fader"

2. Herakleides

4. Hippokrates I.

8. Gnosidikos

16. Nebros

32. Sostratos III.

64. Theodoros II.

128. Sostratos II.

256. Thedoros

512. Kleomyttades

1024. Krisamis

2048. Dardanos

4096. Sostatos

8192. Hippolochos

16384. Podalirios

32768. Asklepios

## Bilder

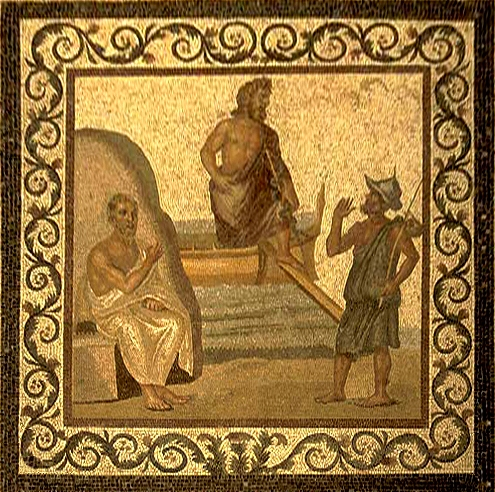
Hippokrates på golvet i Asklepieion, Kos, med Asklepios i mitten.
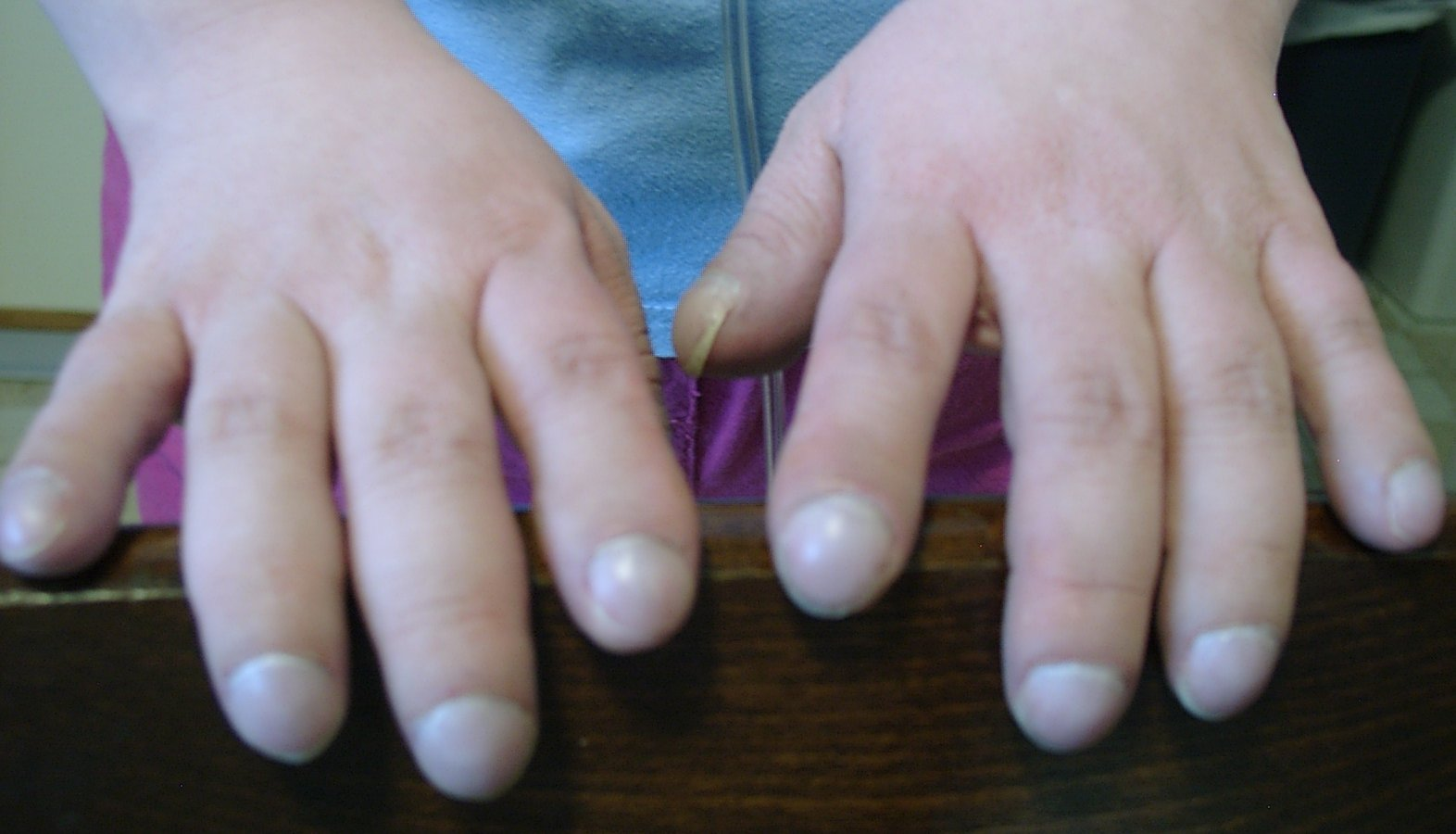
Hippokrates var den förste som beskrev trumpinnefingrar.
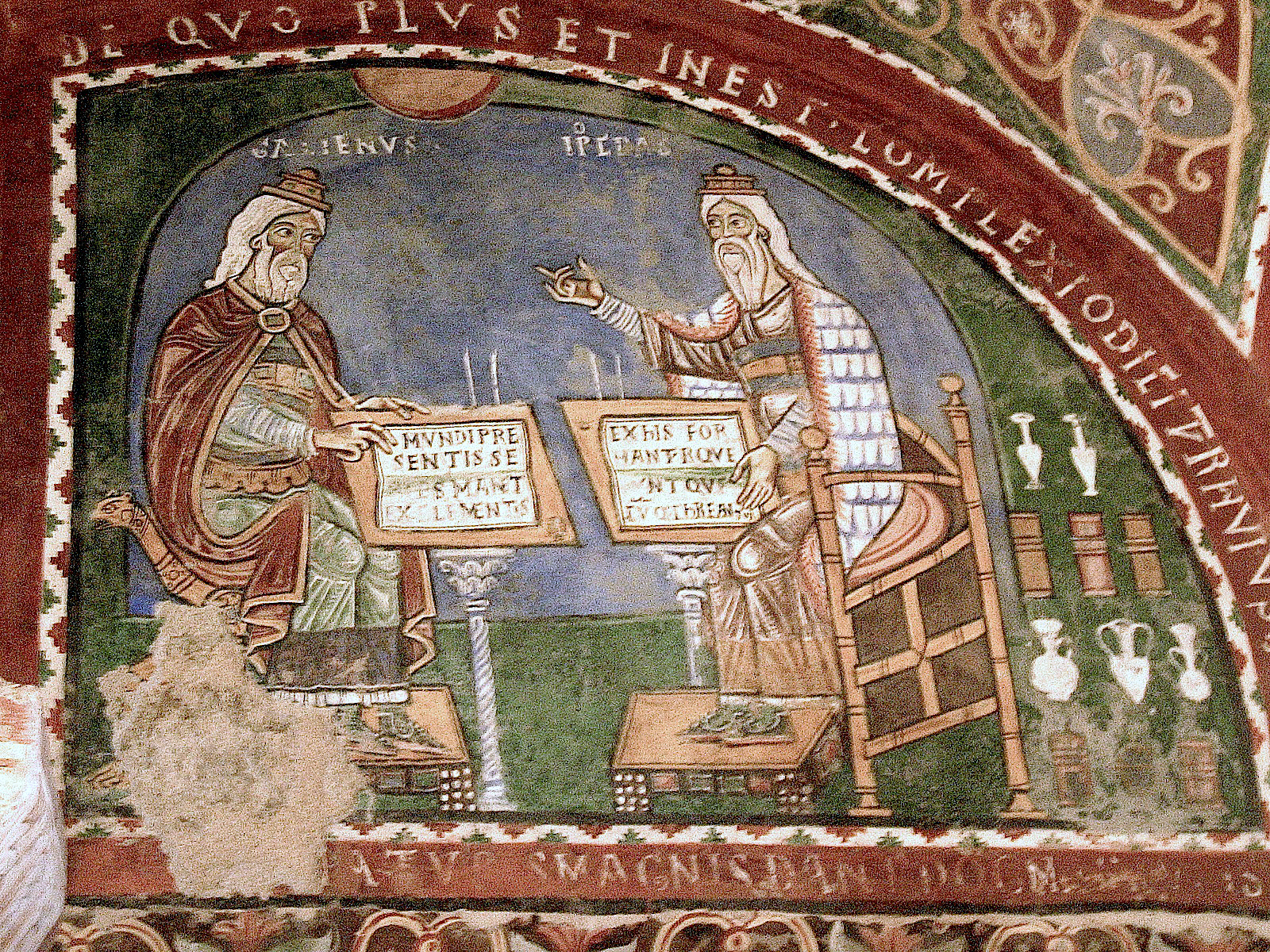
Muralmålning med Galenos och Hippokrates i Anagni, Italien.
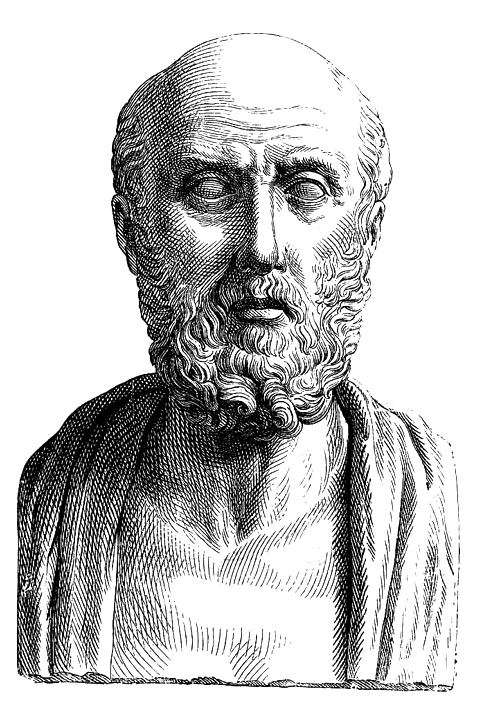
Romersk "porträttbyst", gravyr från 1800-talet.
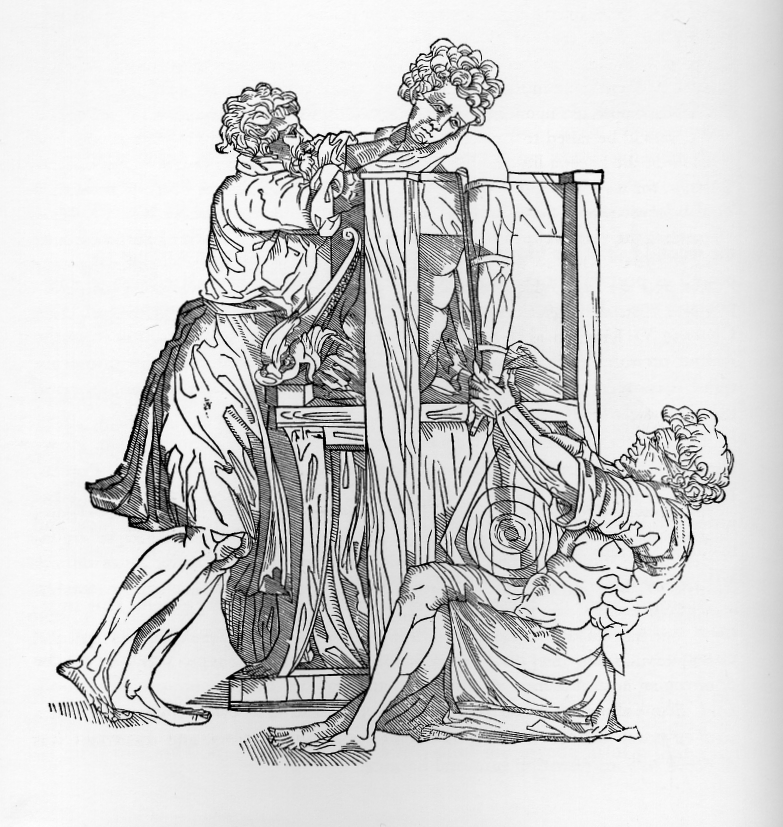
Behandling av en urvriden axel med ett hippokratiskt verktyg (träsnitt).